# Ломовицкий, Павлин Алексеевич
Павлин Алексеевич Ломовицкий (17 (29) декабря 1877, с. Алчедатское, Мариинский уезд — 10 июня 1941, Томск) — врач-рентгенолог, коллежский советник (1915), доктор медицинских наук (1934), профессор на кафедре терапевтической факультетской клиники Томского государственного университета; первый заведующий рентгеновским кабинетом в Томске (1909); и. о. декана медицинского факультета (1929); заведующий кафедрой факультетской терапевтической клиники Иркутского университета (1922—1925). Изучал влияние метеорологических факторов на больных туберкулезом; автор монографии «Краткий курс диагностики внутренних болезней».

## Биография
Павлин Ломовицкий родился 17 (29) декабря 1877 года в селе Алчедатское (Мариинский уезд) в семье священника; его отец, Алексей Фирсович Ломовицкий, сын дьяка, был родом из Тамбовской губернии и на момент рождения Павлина являлся сельским псаломщиком. Матерью Павлина была Клавдия Михайловна (в девичестве — Львова); в семье был ещё один ребёнок — дочь Людмила (род. 1879), которая окончила Томское епархиальное женское училище и затем работала учительницей в Томской юрточной школе.
В 1892 году Павлин окончил Томское духовное училище и поступил в местную семинарию, из которой выпустился в 1898. Затем он стал студентом медицинского факультета Императорского Томского университета. На первом курсе он принял участие в студенческих волнениях 1899 года — за что был отчислен администрацией («по собственному прошению»). Но уже в августе был повторно принят на первый курс. В итоге, в 1904 году он окончил ВУЗ (с отличием), получив степень лекаря.
1 июня 1904 года Павлин Ломовицкий являлся временным исполняющим дела (и.д.) ординатора на кафедре госпитальной терапевтической клиники; 1 октября 1906 года он стал ординатором на кафедре факультетской терапевтической клиники. С 1 января 1908 по 14 февраля 1913 года состоял исполняющим дела ассистента при гидротерапевтическом отделении кафедры, а в 1909 году стал первым заведующим рентгеновским кабинетом. В 1908 и 1909 годах был откомандирован в Санкт-Петербург для изучения методики преподавания студентам массажа; также знакомился с работой местных рентген-кабинетов. В 1912 году, под руководством профессора-бальнеолога Михаила Курлова, Ломовицкий защитил диссертацию на соискание ученой степени доктора медицины — на тему «К вопросу об ортодиаграфии здорового человеческого сердца в вертикальном положении тела»; работа получила премию имени профессора Эраст Салищева (1914).
В период каникул 1910 и 1912 годов выезжал (на свои средства) в Германскую империю — в Берлин — где совершенствовал свои знаний и практиковался в области рентгенологии; в 1911 году опубликовал свою статью «К вопросу о благоприятном течении некоторых видов отравлений у морских свинок под влиянием рентгеновских лучей». В тот период по своим политическим убеждениям отдавал предпочтения кадетской партии и даже некоторое время входил в состав Группы академистов (бывший Академический союз). С 1913 года являлся секретарем томского отдела Всероссийской лиги для борьбы с туберкулезом.
27 февраля 1913 года Ломовицкий, участвовавший в развитии курортного дела в Сибири, стал приват-доцентом на той же кафедре: с 1 января 1915 года формально стал старшим ассистентом — в связи с новым штатным расписание. В годы Первой мировой войны, с 1916 по 1918, читал студентам необязательный курс по рентгенодиагностике и рентгенотерапии. Во время Гражданской войны, 22 марта 1919 года, стал заведующим фотографическим павильоном и рентгеновским кабинетом. В том же году избрался доцентом по курсу рентгенологии. В следующем году был переведен в число университетских профессоров (на основании декрета Совнаркома).
В период с 1922 по 1925 год Павлин Ломовицкий являлся заведующим кафедрой факультетской терапевтической клиники Иркутского университета; в 1925 году, после переезда из Томска в Москву профессора Ивана Валединского, Ломовицкий вернулся в Томский университет, где был избран заведующим кафедрой госпитальной терапевтической клиники. В 1930 году он стал заведовать всей факультетской терапевтической клиникой университета; с 6 июня по 17 сентября 1929 года исполнял обязанности декана медицинского факультета. В 1934 году опубликовал свою монографию «Краткий курс диагностики внутренних болезней» и получил ученую степень доктора медицинских наук. С 1936 года являлся председатель терапевтической научно-методической комиссии Томского медицинского института (ТМИ); в 1940 году стал помощником директора ТМИ по производственной практике. Скончался в Томске перед началом Великой Отечественной войны, 10 июня 1941 года.

## Работы
Павлин Ломовицкий изучал климат курортов Сибири — в особенности, курорта Лебяжье и Шира, где он нескольких лет работал в консультанта и научного руководителя. Также изучал влияние метеорологических факторов на больных туберкулезом; несколько работ посвятил изучению распространения брюшного тифа в Томске и вопросам гематологии. Являлся одним из руководителей Пироговского студенческого научного общества при Томском университете; принимал участие в работе университетского Общества естествоиспытателей и врачей (выступал с докладами). Является автором более чем трёх десятков научных статей:
- Материалы о брюшном тифе в г. Томске // Известия Императорского Томского университета. 1905. Кн. 27 — совместно с М. Г Курловым;
- К казуистике дизентерии // Известия Императорского Томского университета. 1909. Кн. 34 — совместно с Н. В. Вершининым;
- К вопросу о благоприятном течении некоторых видов отравлений у морских свинок под влиянием рентгеновских лучей // Известия Императорского Томского университета. 1911. Кн. 43;
- О диафрагмальной эвентрации // Известия Императорского Томского университета. 1911. Кн. 45;
- К распознаванию характера острых лейкемий // Известия Императорского Томского университета. 1921. Т. 71;
- Краткий курс диагностики внутренних болезней. Томск, 1934.

## Награды
- Орден Святого Станислава III степени (1915);
- Медаль в память 300-летия царствования Дома Романовых;
- Знак «Отличник здравоохранения» (1938).

## Семья
Павлин Ломовицкий был женат на Анне Дмитриевне Основиной-Ломовицкой (1888—1963), также враче по образованию (1912), которая работала ассистентом на факультетской терапевтической клиники.

## Архивные источники
- ГАТО. Ф. 102. Оп. 1. Д. 893;
- ГАТО. Ф. 102. Оп. 2. Д. 2694;